# Dasyprocta kalinowskii
Dasyprocta kalinowskii és una espècie de mamífer rosegador de la família dels dasipròctids. És endèmic del sud-est del Perú, on viu a altituds de fins a 3.080 msnm. Se sap molt poca cosa sobre el seu hàbitat i la seva història natural. Es desconeix si hi ha cap amenaça significativa per a la supervivència d'aquesta espècie, tot i que està afectada per la caça.
Aquest tàxon fou anomenat en honor del zoòleg polonès Jan Kalinowski.